# Derevkî, Kotelva
Derevkî (în ucraineană Деревки) este localitatea de reședință a comunei Derevkî din raionul Kotelva, regiunea Poltava, Ucraina.

## Demografie
Componența lingvistică a localității Derevkî
     Ucraineană (94,65%)
     Rusă (5,01%)
     Alte limbi (0,22%)
Conform recensământului din 2001, majoritatea populației localității Derevkî era vorbitoare de ucraineană (94,65%), existând în minoritate și vorbitori de rusă (5,01%).